# Dieter Giebken
Dieter Giebken (Münster, 9 de dezembro de 1959) é um desportista alemão que competiu para a RFA no ciclismo na modalidade de pista, especialista nas provas de keirin e tándem.
Ganhou seis medalhas no Campeonato Mundial de Ciclismo em Pista entre os anos 1979 e 1986.

## Medalheiro internacional
| Campeonato Mundial | Campeonato Mundial                 | Campeonato Mundial | Campeonato Mundial |
| Ano                | Lugar                              | Medalha            | Competição         |
| ------------------ | ---------------------------------- | ------------------ | ------------------ |
| 1979               | Amesterdão ( Países Baixos)        | Medalha de prata   | Tándem (A)         |
| 1981               | Brno ( Tchecoslováquia)            | Medalha de prata   | Tándem (A)         |
| 1982               | Leicester ( Reino Unido)           | Medalha de prata   | Tándem (A)         |
| 1983               | Zurique ( Suíça )                  | Medalha de bronze  | Tándem (A)         |
| 1985               | Bassano ( Itália)                  | Medalha de bronze  | Keirin (P)         |
| 1986               | Colorado Springs ( Estados Unidos) | Medalha de prata   | Keirin (P)         |